# Ahmed Keshta
Ahmed Keshta (àrab: أحمد قشطة, Aḥmad Quxṭa) (Guiza, Egipte, 1978) és un artista egipci establert a Andorra. Va créixer en una família d'artistes. El 1996 es va registrar a la Helwan University del Caire on el 2002 es va llicenciar en escultura amb una menció d'honor. És membre del Sindicat d'Artistes Plàstics del Caire. Posteriorment va rebre una beca del Goethe Institut per anar a estudiar a l'Acadèmia d'Art de Múnic. Un cop finalitzada la seva estada alemanya va viure a Madrid per acabar establint-se a Andorra, on ha realitzat diverses exposicions individuals.
- Museo Palmero (Barcelona, 2007)

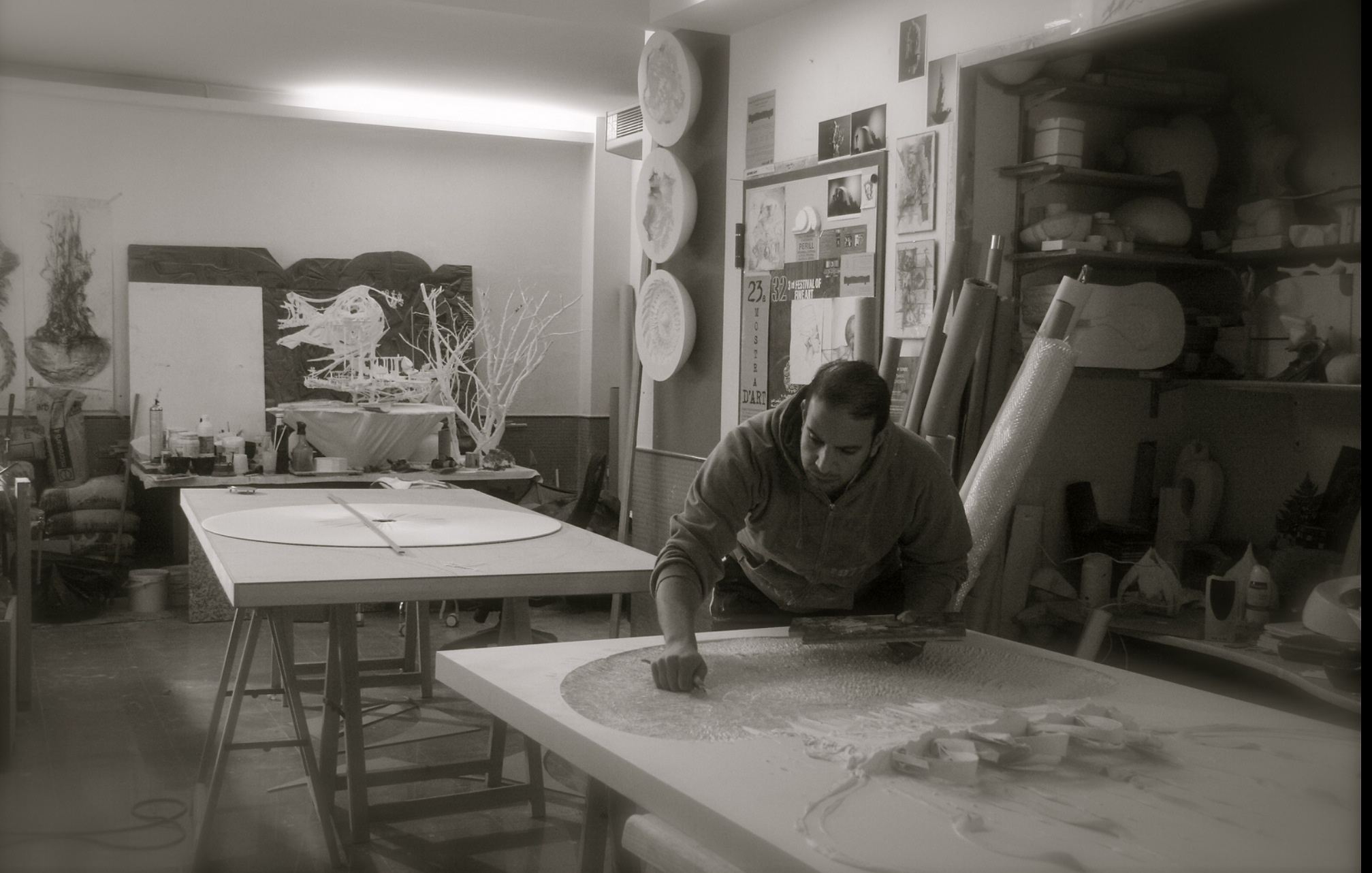

- Exposició SIDE EFFECT (Egipte, 2008)
- Exposició RENACER) (Expometro Sala del Retiro, Madrid, 2009)
- Exposició HYMNES) (Centre de Cultura Egipcia, París, 2010)
- Exposició EL MATERIAL DE LA LLUM (París, 2011)
- Ahmed Keshta i Alfons Valdés (Sala d'Exposicions del Govern d'Andorra, 2014)